# Joseph-Marie
Ne doit pas être confondu avec Joseph Marie.
Joseph-Marie est un prénom composé qui fut porté par de nombreuses personnalités religieuses ou profanes.

## Personnalités portant ce prénom
Plusieurs dizaines de personnalités portent ce prénom ; en particulier :
- Joseph-Marie Amiot (1718-1793), prêtre jésuite, linguiste, astronome et traducteur français ;
- Joseph-Marie Bipoun-Woum (? - ), universitaire et homme politique camerounais ;
- Joseph-Marie Boucher (1829-1907), homme politique français ;
- Joseph-Marie Martin (1891-1976), cardinal français ;
- Joseph-Marie Trinh Van-Can (1921-1990), prêtre catholique ;
- Joseph-Marie Vien (1716-1809), peintre, dessinateur, graveur et homme politique français ;
- Joseph-Marie Vien le jeune (1761-1848), peintre français ;
- Joseph-Marie Balleydier (1777-1857) maître de forges savoyard.